# Steve Regeling
Steve Regeling, właśc. Steven Grae Regeling (ur. 2 października 1959 w Mount Isa) – australijski żużlowiec.

## Życiorys
Dwukrotny medalista indywidualnych mistrzostw Australii: złoty (Mildura 1987) oraz srebrny (Murray Bridge 1988). Trzykrotny finalista mistrzostw świat par (Rybnik 1985 – VI miejsce, Pocking 1986 – IX miejsce, Pardubice 1987 – VII miejsce). Wielokrotny reprezentant Australii w eliminacjach drużynowych oraz indywidualnych mistrzostw świata (najlepszy wynik: Vojens 1987 – XVI miejsce w finale interkontynentalnym).
Startował w brytyjskiej lidze żużlowej, reprezentując kluby z Workington (1980), Leicester (1980–1983), Boston (1981), King’s Lynn (1984–1988), Ipswich (1988), Exeter (1988–1991), Sheffield (1988), Bradford (1988) oraz Middlesbrough (1992–1993). 